# Unterseeboot 1162
L'Unterseeboot 1162 ou U-1162 est un sous-marin allemand (U-Boot) de type VIIC utilisé par la Kriegsmarine pendant la Seconde Guerre mondiale.
Le sous-marin est commandé le 25 août 1941 à Danzig (Danziger Werft), sa quille posée le 14 novembre 1942, il est lancé le 29 mai 1943 et mis en service le 15 septembre 1943, sous le commandement de l'Oberleutnant zur See Dietrich Sachse.
L'U-1162 ne coule ni n'endommage de navire, n'ayant pris part à aucune patrouille de guerre.
Il se saborde en mai 1945.

## Conception
Unterseeboot type VII, l'U-1162 avait un déplacement de 769 tonnes en surface et 871 tonnes en plongée. Il avait une longueur totale de 67,10 m, un maître-bau de 6,20 m, une hauteur de 9,60 m, un tirant d'eau de 4,74 m et un tirant d'air de 4,86 m. Le sous-marin était propulsé par deux hélices de 1,23 m, deux moteurs diesel Germaniawerft M6V 40/46 de 6 cylindres en ligne de 1 400 cv à 470 tr/min, produisant un total de 2 060 à 2 350 kW en surface et de deux moteurs électriques Garbe, Lahmeyer & Co. RP 137/c de 375 cv à 295 tr/min, produisant un total 550 kW, en plongée. Le sous-marin avait une vitesse en surface de 17,7 nœuds (32,8 km/h) et une vitesse de 7,6 nœuds (14,1 km/h) en plongée. Immergé, il avait un rayon d'action de 93 milles marins (150 km) à 4 nœuds (7,4 km/h; 4,6 milles par heure) et pouvait atteindre une profondeur de 230 m. En surface son rayon d'action était de 9 426 milles nautiques (soit 15 170 km) à 10 nœuds (19 km/h).
L'U-1162 était équipé de cinq tubes lance-torpilles de 53,3 cm (quatre montés à l'avant et un à l'arrière) et embarquait quatorze torpilles. Il était équipé d'un canon de 8,8 cm SK C/35 (220 coups) et d'un canon de 20 mm Flak C30 en affût antiaérien. Il pouvait transporter 26 mines Torpedomine A ou 39 mines Torpedomine B. Son équipage comprenait 4 officiers et 44 à 56 sous-mariniers.

## Historique
Il suit sa période d'entraînement à la 24. Unterseebootsflottille puis est affecté comme navire école à la 18. Unterseebootsflottille. Il est transféré à la 5. Unterseebootsflottille le 1er mars 1945 comme sous-marin d'entrainement.
L'U-1162 est prêté à la Regia Marina en échange des sous-marins italiens basés à Bordeaux. Il est immatriculé S10, le 8 septembre 1943.
Le 10 septembre 1943, après l'Armistice de l'Italie, la Kriegsmarine le récupère, à Danzig. Il est renommé U-1162 le 15 septembre 1943.
Juste avant la fin de la guerre, il quitte Kiel pour Amt Geltinger Bucht, en attente de futurs ordres d'opérations.
Le 5 avril 1945, il se saborde à Geltinger Bucht à la position géographique 54° 48′ N, 9° 49′ E, suivant les ordres de l'Amiral Karl Dönitz (Opération Regenbogen).
L'épave est renflouée et démolie après la guerre.

## Affectations
- 24. Unterseebootsflottille du 15 septembre 1943 au 31 janvier 1945 (Période de formation).
- 18. Unterseebootsflottille du 1er février 1945 au 28 février 1945 (Navire-école).
- 5. Unterseebootsflottille du 1er mars 1945 au 5 mai 1945 (Période de formation).

## Commandement
- Oberleutnant zur See Dietrich Sachse du 15 septembre 1943 au 1er décembre 1943.
- Oberleutnant zur See Erich Krempl du 2 décembre 1943 au 8 janvier 1945.
- Kapitänleutnant Klaus Euler du 9 janvier 1945 au 31 mars 1945.
- Kapitänleutnant Hans-Heinrich Ketels du 1er avril 1945 au 5 mai 1945.